# Hochfilzen
Hochfilzen è un comune austriaco di 1 147 abitanti nel distretto di Kitzbühel, in Tirolo.

## Sport

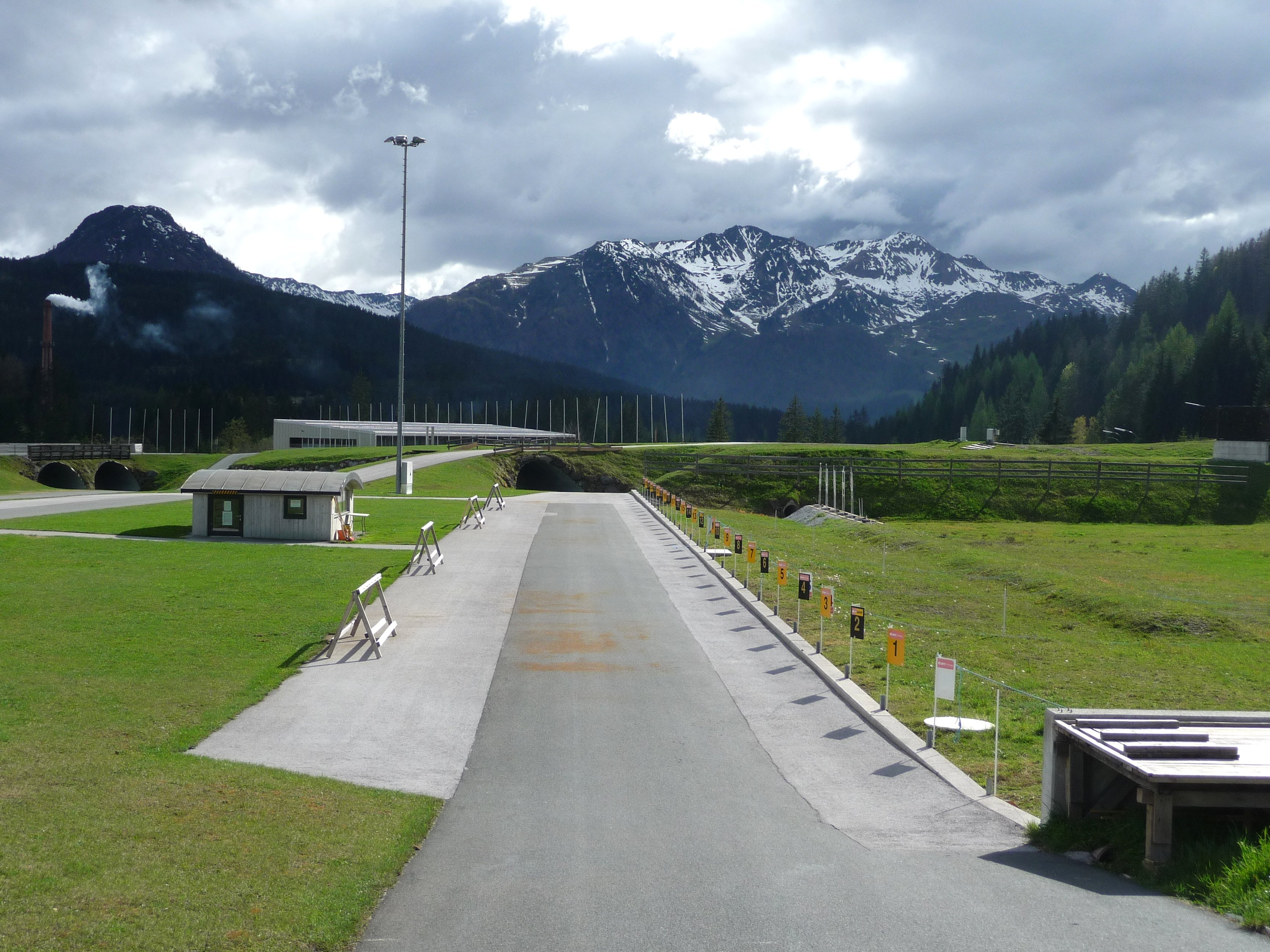
Veduta estiva dello stadio di biathlon di Hochfilzen

Stazione sciistica specializzata nello sci nordico, Hochfilzen ha ospitato numerose competizioni internazionali di biathlon, tra le quali quattro rassegne iridate (nel 1978, nel 1998, nel 2005 e nel 2017)  e numerose tappe della Coppa del Mondo, oltre a varie gare minori di sci di fondo.